# Ștefan cel Mare (gmina w okręgu Neamț)
Ștefan cel Mare – gmina w Rumunii, w okręgu Neamț. Obejmuje miejscowości Bordea, Cârligi, Deleni, Dușești, Ghigoiești, Soci i Ștefan cel Mare. W 2011 roku liczyła 3024 mieszkańców.